# Ho Chi Minh Challenger 2001
L'Ho Chi Minh Challenger 2001 è stato un torneo di tennis facente parte della categoria ATP Challenger Series nell'ambito dell'ATP Challenger Series 2001. Il torneo si è giocato a Ho Chi Minh in Vietnam dal 19 al 25 febbraio 2001 su campi in cemento.

## Vincitori

### Singolare
Petr Kralert ha battuto in finale  Suwandi Suwandi con il punteggio di 6–2, 2–6, 6–4

### Doppio
Takao Suzuki /  Eric Taino hanno battuto in finale  Filippo Messori /  Vincenzo Santopadre con il punteggio di 7–6(7), 2–6, 6–4